# Astronomische Station „Tycho Brahe“

Die Astronomische Station Rostock

Die Astronomische Station „Tycho Brahe“ umfasst eine Sternwarte und ein Planetarium in Rostock, die seit 1965 im Stadtteil Gartenstadt/Stadtweide besteht. Sie dient seit ihrem Bestehen hauptsächlich zur Unterstützung des Schulunterrichts. Die Institution wird von der Stadt Rostock getragen.

## Geschichte
Die Sternwarte wurde von März 1964 bis August 1965 im Rahmen eines Lehrlingsprojektes des damaligen Nationalen Aufbauwerks (NAW) erbaut und am 28. August 1965 eröffnet. Bereits im Schuljahr 1965/66 fand für 24 Klassen der gesamte Astronomie-Unterricht in der Einrichtung statt. Des Weiteren bot die Sternwarte seit 1967 Weiterbildungsveranstaltungen für Lehrer an, mit dem Ziel, diese für die Astronomie auch an Schulen zu motivieren.
Im Dezember 1968 wurde ein Coudé-Refraktor als stationäres Beobachtungsgerät eingebaut. Bis dahin kamen nur nicht fest installierte Beobachtungsgeräte zur wissenschaftlichen Tätigkeit zum Einsatz. Im Planetarium befand sich von Anfang an ein Zeiss-Klein-Planetariumsprojektor des Typs 1 (ZKP-1). Mit diesem Projektor können ca. 5000 Sterne an die Decke des Planetariums projiziert werden. Im Jahr 1971 gründete sich die erste Arbeitsgemeinschaft des Deutschen Kulturbundes und der Urania.
1972 wurden erste Vorlesungen und Seminare für Studenten der Universität Rostock und der Ingenieurhochschule Warnemünde gehalten. Dadurch sollte die astronomische Bildung möglichst öffentlichkeitswirksam vermittelt werden. Mit der Eröffnung des „Astronomischen Wanderweges“ 1975 in Warnemünde konnten die Entfernungen im Planetensystem (Maßstab 1:1 000 000 000) veranschaulicht werden.
Im August 1990 wurde das Planetarium 25 Jahre alt. Anlässlich dieses Jubiläums erhielt die Sternwarte den Namen des dänischen Astronomen Tycho Brahe, der auch in Rostock wirkte. Im Schuljahr 1991/92 wurde auch durch Mitarbeiter der Astronomischen Station der erste Rahmenlehrplan für den Astronomie-Unterricht in Mecklenburg-Vorpommern aufgestellt und angewandt. Ab 1999 fand eine Generalsanierung des gesamten Gebäudes statt. So wurde u. a. der Keller trockengelegt, der Unterrichtsraum neu möbliert und technisch neu ausgestattet. Das Planetarium erhielt einen neuen Himmel und im Dezember 2010 wurde auch die Bestuhlung vollständig modernisiert.

## Technik
Das Planetarium ist von Beginn der Astronomischen Station an mit einem ZKP-1 aus dem Jahr 1965 ausgestattet, der für verschiedene Veranstaltungen genutzt wird. Mit diesem lässt sich der nördliche und Teile des südlichen Sternenhimmels sowie die Planeten, der Mond, die Sonne und die Milchstraße darstellen. Die Kuppel hat einen Durchmesser von 3 Metern.
Technische Daten des Hauptteleskops:
| Bezeichnung                            | Öffnung in mm | Brennweite in mm | max. Vergrößerung | Kuppel (Durchmesser in m) |
| -------------------------------------- | ------------- | ---------------- | ----------------- | ------------------------- |
| Coudé-Refraktor 150/2250; Baujahr 1965 | 150           | 2250             | ca. 375fach       | 3                         |

In der Sternwarte befinden sich zusätzlich fünf mobile Teleskope:
| Bezeichnung       | Öffnung in mm | Brennweite in mm |
| ----------------- | ------------- | ---------------- |
| Danubia Reflektor | 153           | 2800             |
| Meade ETX 125     | 127           | 1900             |
| Zeiss Telementor  | 63            | 840              |
| Vixen Refraktor   | 90            | 1000             |
| Zeiss Refraktor   | 80            | 1200             |

Der Unterrichtsraum hat bis zu 27 Sitzplätze, eine digitale Audio- und Videoausstattung, verschiedene Planetengloben, diverse Modelle sowie eine kleine astronomische Bibliothek.

## Angebot
Die Astronomische Station „Tycho Brahe“ bietet neben den zahlreichen Unterrichtsangeboten auch öffentliche Veranstaltungen an. Der Unterricht wird entsprechend den geltenden Rahmenrichtlinien des Landes Mecklenburg-Vorpommern oder auf Wunsch auch zu speziellen Themen wie z. B. zur Raketentechnik oder zur Raumfahrt gestaltet. Für Grundschüler stehen hierbei die Vermittlung von Grundlagenwissen sowie fächerübergreifende Informationen im Vordergrund. Weiterführende Schulen können in den Unterrichtsfächern Geografie, Physik, Deutsch und Astronomie Ergänzung und Unterstützung erhalten. Seit 2000 bietet die Astronomische Station auch Ferienveranstaltungen für Kinder aus Hort und Kindertagesstätten an. Die öffentlichen Veranstaltungen organisiert der Astronomische Verein, der seit 2003 als Förderverein der Astronomischen Station besteht.

## Sonstiges
Zu den aktuellen Projekten der Astronomischen Station „Tycho Brahe“ mit Unterstützung des Fördervereins gehört der Bau eines „Planetengartens“ zur anschaulichen Darstellung der Größenverhältnisse der Planeten sowie deren Reihenfolge im Abstand zur Sonne. Demnächst können Besucher der Station dieses Modell des Planetensystems durchwandern und erkunden.